# 国立国際医療研究センター
国立研究開発法人国立国際医療研究センター（こくりつこくさいいりょうけんきゅうセンター、英語: National Center for Global Health and Medicine, NCGM）は、かつて日本に存在した厚生労働省所管の国立研究開発法人国立高度専門医療研究センター。
2010年（平成22年）4月1日、「高度専門医療に関する研究等を行う独立行政法人に関する法律」に基づき、厚生労働省所管の施設等機関であった国立国際医療センター（英語: International Medical Center of Japan, IMCJ）が組織移行する形で発足した。附属施設として国立看護大学校を有していた。
2025年4月1日、当法人と国立感染症研究所の機能を統合した国立健康危機管理研究機構の発足に伴い解散した。

## 特徴
1993年（平成5年）10月1日に、日本で4番目のナショナルセンターとして開設された。日本における感染症治療、特に後天性免疫不全症候群（AIDS）治療の研究開発の最先端を担っており、AIDSやヒト免疫不全ウイルス（HIV）や感染症についての最新情報の発信を精力的に行っていることで有名である。また、今後は肝炎などの肝疾患に関する研究や、メタボリック・シンドロームなどの内分泌・代謝性疾患の研究に重点を置いた活動が期待されている。
東京都新宿区の病院は2020年9月現在、全国で4カ所10床ある特定感染症指定医療機関の1つ（4床）に指定されており、輸入感染症や未知の感染症症例にも対応している。
国立病院機構の病院等で構成される「政策医療ネットワーク」においては、現在、エイズ・国際医療協力・国際的感染症の高度専門医療施設（ネットワークの中心）である。
2017年1月より、ゲイ・バイセクシャルの男性を対象に、性感染症の検査と治療を行うSH外来を開設。診断・治療とともに研究協力者を募り、ツルバダ（Tenofovir/Emtricitabine)を使用した・PrEP(Pre-exposure Prophylaxis・暴露前予防投与)の有用性を確かめる研究を開始。

## 設立の目的
高度専門医療に関する研究等を行う独立行政法人に関する法律第3条第4項では、目的を「感染症その他の疾患で、その適切な医療の確保のために海外における症例の収集その他国際的な調査及び研究を特に必要とするものに係る医療並びに医療に係る国際協力に関し、調査、研究及び技術の開発並びにこれらの業務に密接に関連する医療の提供、技術者の研修等を行うことにより、国の医療政策として、感染症その他の疾患に関する高度かつ専門的な医療、医療に係る国際協力等の向上を図り、もって公衆衛生の向上及び増進に寄与すること」としている。 

### 業務の範囲
以下は「高度専門医療に関する研究等を行う独立行政法人に関する法律」第16条による。
- 感染症その他の疾患に係る医療に関し、調査、研究及び技術の開発を行うこと。（第1号）
- 前記業務に密接に関連する医療を提供すること。（第2号）
- 医療に係る国際協力に関し、調査及び研究を行うこと。（第3号）
- 感染症その他の疾患に係る医療及び医療に係る国際協力に関し、技術者の研修を行うこと（第4号）
- 以上の業務に係る成果の普及及び政策の提言を行うこと（第5号）
- 国立高度専門医療研究センターの職員の養成、研修を目的として看護に関する学理及び技術の教授及び研究、研修を行う施設を設置し、これを運営すること（第6号）
- 以上の業務に附帯する業務を行うこと（第7号）

### 研修医・レジデントの教育
病院は古くからの臨床研修指定病院として知られている。臨床研修医の2年の教育方式は、かつてはストレート方式だったが、1990年代から総合診療科・ついで救急へのローテーションを必修化し、さらにストレート方式とスーパーローテート方式を融合させたカリキュラムへと変化してきた。

## 前身

### 国立東京第一病院・国立病院医療センター
国立東京第一病院・国立病院医療センターの起源は1871年（明治4年）に創設された軍医寮附属の本病院である。かつては麹町区隼町の2万9千坪の敷地内にあり、東は皇居、西南北に繁華街を抱えていた。1929年（昭和4年）に現在地に移転。現在の病院の敷地は旧徳川家尾張藩下屋敷の一部であり、陸軍戸山学校の所在地でもあった。東側には同じ1929年（昭和4年）に陸軍軍医学校や牛込恩賜財団済生会病院（済生会病院麹町分院が改称）が移転し、隣接していた。
国立東京第一病院の建物は、それまでの臨時東京第一陸軍病院の建物をそのまま使用した。初代院長も陸軍病院院長がそのまま就任した。
陸軍軍医学校の敷地には1948年（昭和23年）3月に国立栄養研究所が移転し、また、国立身体障害者更生指導所が設置された。
1949年（昭和24年）6月7日、火災が発生して病院が全焼、死者10人を出す被害。
1979年（昭和54年）7月、国立身体障害者更生指導所が国立身体障害者リハビリテーションセンターに統合され埼玉県所沢市に移転し、跡地には1984年に全国身体障害者総合福祉センター（戸山サンライズ）が建設された。
東京第一病院・国立病院医療センターでは、歴代院長のうち坂口康蔵（第2代、内分泌・代謝学）、栗山重信（第3代、小児科学）、市川篤二（第4代、泌尿器科学）、織田敏次（第7代、消化器内科学）、高久史麿（第8代、血液内科学）はいずれも東京大学医学部からの転任者で、同名誉教授である。また第5代院長・小山善之は東京帝大第三内科在職当時、坂口の下で内科学講師を務めている。
なお「国立東京第一病院」の名称は、目黒区にある国立病院機構東京医療センターの旧称「国立東京第二病院」に対するものだが、本病院は大日本帝国海軍由来の東京医療センターとは歴史的にも別組織である。

### メディカルセンター構想（国立病院医療センター）
国立東京第一病院時代は、病院を東洋一の病院かつ全国の国立病院の総本山たるメディカルセンターとして難病研究や病院管理研究等の中心にする構想が練られた。1949年（昭和24年）の病院管理研修所（のちの国立医療・病院管理研究所の設置はGHQからの要請の一つであった。1974年に国立病院医療センターとなり、臨床研究部を設置。

### 国立療養所中野病院
国立療養所中野病院は1920年（大正9年）、東京市の肺結核療養所（サナトリウム）として豊多摩郡野方村大字江古田に建設された。建設に際しては地元住民の激しい反対運動が起こった。新聞は「百姓一揆」と書いたがそれほど大袈裟なものではなかった。つまり通常起こりうる反対運動はあったが一揆というような暴動ではなかった。
なお『創立五十周年記念誌』には7か所にわたり「かつて江古田城（本田城、本多山城とも）があった」という記述があるが、そのような史実はなく、地元民による伝承もない。なお『七十年記念誌』からはこの記載がほぼ消えたものの、国立国際医療センターの5周年記念誌で再び江古田城への言及があった。また城への言及があっても城主への言及はないことも言説の特徴である。
1943年（昭和18年）に日本医療団に統合された後、1947年に国立療養所に転換、数度の拡張工事を経た後に、1965年には地上10階地下1階の病棟を有する施設となった。1974年（昭和49年）頃より国立胸部疾患センターの構想を打ち出し、1979年には胸部疾患基幹施設に認定され、日本における胸部疾患の中心施設となる見込みであった。1981年頃の写真では英語名が NAKANO NATIONAL CHEST HOSPITAL とされている。なお2010年現在、呼吸器疾患における高度専門医療施設としての役割は、大阪府堺市の国立病院機構近畿中央呼吸器センターが担っている。
国立療養所中野病院廃止時の地番は、東京都中野区江古田3丁目14番20号。廃止時には結核患者のほか、一部の病床に循環器病患者も入院していた。跡地については中野区へ譲渡となったが、私立学校教職員共済組合も当時、台東区根岸にあった下谷病院の当地への移転を宣伝したパンフレットを作成している。2007年に跡地は江古田の森公園として整備され開園した。

## 沿革

### 旧国立病院医療センター
- 1871年 7月5日、兵部省　に軍医寮設置、軍医寮附属病院として本病院を設置。同日、初代院長に松本順が就任（- 1879年）
- 1872年 2月27日、兵部省を廃止して陸軍省と海軍省を設置、軍医寮は陸軍省所属となる
- 1873年 5月24日、陸軍本病院となる
- 1879年 陸軍省内に軍医本部設置
- 1881年 6月25日、東京陸軍病院と改称
- 1886年 軍医本部廃止、医務局設置。2月25日、東京鎮台病院と改称
- 1888年 東京衛戍病院と改称
- 1903年 東京第一衛戍病院と改称、現在の世田谷区太子堂の東京衛戍病院世田谷分院（のちの国立小児病院）が東京第二衛戍病院と改称
- 1911年 5月、現在の静岡県熱海市に東京第一衛戍病院熱海分院を設置
- 1918年 3月12日、衆議院にて「東京第一衛戍病院移転ノ請願」が採択される
- 1929年 病院建物を新築（総コンクリート製）して移転、隣接地に麹町区富士見町から陸軍軍医学校が移転
- 1936年 東京陸軍第一病院と改称
- 1938年 臨時東京第一陸軍病院となる
- 1945年 陸軍財産が占領軍に接収される。10月、看護教育開始。病院は「陸海軍病院に関する覚書」（11月19日付）に基づき占領軍から内務省を通して厚生省へ移管。12月1日、国立東京第一病院、国立東京第一病院熱海分院、国立東京第一病院小諸分院発足
- 1946年3月、国立東京第一病院看護婦養成所が命名される
- 1946年 4月、国立相模保育所が国立東京第一病院相模保育所となる。9月、小児科病棟開設
- 1948年 1月、寿産院事件の被害児6名を収容。4月25日、国立東京第一病院相模保育所が国立東京第一病院二宮分院となる
- 1948年4月、国立東京第一病院看護婦養成所が国立東京第一病院附属高等看護学院と改称される
- 1949年 6月1日、敷地内に病院管理研修所（現・国立保健医療科学院）が開所。病院長が所長を併任する。7月1日、国立病院特別会計開始
- 1950年 4月、小諸分院が国立小諸療養所として分離独立。7月、熱海分院が国立熱海病院として分離独立
- 1954年 3月、第五福竜丸被爆、乗組員16人が入院。7月12日、日本初の人間ドック開始。9月23日、入院中の第五福竜丸無線長、久保山 愛吉が死去
- 1955年 12月、日本医療団の清算財産の一部により病院管理研修所建物竣工
- 1961年 病院管理研修所、病院管理研究所と改称（病院長の所長併任解除）
- 1965年 4月、国立小児病院発足に伴い、二宮分院を国立小児病院二宮分院に組織再編
- 1971年 臨床研修指定病院に認定、中央棟（地上16階地下2階）竣工
- 1972年 2月、グアム島から帰還した横井庄一が入院
- 1974年 3月、ルバング島から帰還した小野田寛郎が入院。4月15日、国立病院医療センターと改称、臨床研究部設置
- 1977年 国立病院医療センター附属看護学校の大型化（定員120名→300名）
- 1986年 「国立病院・療養所の再編成について」（再編成計画）により、国立療養所中野病院との統合、「国立国際協力医療センター（仮称）」の設置が公表される。10月、国際医療協力部設置
- 1988年 4月、エイズ医療情報センター設置
- 1990年 7月、病院管理研究所、国立医療・病院管理研究所に改称
- 1992年 8月、国立医療・病院管理研究所、厚生省戸山研究庁舎（東京都新宿区戸山1-23-1）に移転する

### 旧国立療養所中野病院
- 1920年 5月29日、東京市療養所として創設
- 1942年 7月22日、東京市中野療養所と改称
- 1943年 4月1日、日本医療団に統合、日本医療団中野療養所となる
- 1947年 4月1日、厚生省へ移管、国立中野療養所発足
- 1964年 4月30日、中野区立江古田小学校分教場、中野区立第七中学校分教場開校
- 1967年 4月1日、国立療養所中野病院に改称
- 1979年 日本1号機となるベビーサイクロトロン（超小型サイクロトロン）を設置
- 1993年 10月1日、国立病院医療センターと統合。敷地は中野区に時価譲渡となる
- 2007年 跡地が江古田の森公園として整備され開園

### 旧国立精神・神経センター国府台病院
- 1872年 東京教導団兵学寮病室創設
- 1899年 国府台衛戍病院と改称
- 1936年 国府台陸軍病院と改称
- 1939年 山梨県にある下部ホテルを富士身延鉄道から徴用し、臨時転地療養所として運用（終戦後に再独立）。
- 1945年 占領軍から内務省を通して厚生省へ移管、国立国府台病院発足
- 1953年 国府台病院附属看護学校設置
- 1987年 国立精神・神経センターと統合
- 2001年 国立精神・神経センター国府台病院附属看護学校閉校
- 2006年 産婦人科・小児科が診療休止
- 2007年 学校法人国際医療福祉大学に移譲予定だったが、撤回される。
- 2008年 国立国際医療センターへ組織再編（精神科は引き続き診療する）

### 国立国際医療センター（現国立国際医療研究センター）発足後
- 1993年 国立国際医療センター発足（国立病院医療センターと国立療養所中野病院を統合） 国際医療協力局・研究所設置
- 1997年4月 薬害エイズ裁判の和解条項により、エイズ治療・研究開発センター開設
- 1999年 派遣協力課を派遣協力第一課（東南アジア主体）・第二課（東欧・中東・中南米・アフリカ主体）の二課体制に再編
- 2001年 厚生労働省へ移管、1月6日国立看護大学校設置、4月1日開校、国立国際医療センター病院附属看護学校閉校
- 2003年 感染症病棟竣工
- 2004年4月 運営部を運営局に改編。国立病院特別会計が国立高度専門医療センター特別会計に名称変更。10月、病院に国際疾病センター開設
- 2006年10月 研究所に国際臨床研究センター開設
- 2008年4月 国立精神・神経センターより国府台病院を編入、病院を戸山病院と改称、10月、国府台病院に肝炎・免疫情報センター開設
- 2010年4月 独立行政法人へ移行、国立国際医療研究センターに改称。戸山病院は「病院」（センター病院）と改称。
- 2010年8月 新病棟（高さ78.5m）完成
- 2015年4月 国立研究開発法人へ移行
- 2017年1月 SH外来を開設
- 2025年4月1日 国立健康危機管理研究機構発足に伴い解散。センター病院は国立国際医療センター[13]に、国府台病院は国立国府台医療センター[14]にそれぞれ改称。

## 歴代総長・理事長
退職した総長はいずれも名誉総長・名誉理事長の称号を受けている。
- 1993年10月 - 1996年3月 高久史麿 （元東京大学医学部長・国立病院医療センター病院長（第9代、1990年-1993年）、研究所長事務取扱（1993年-1994年）、前自治医科大学学長、東京大学名誉教授、地域医療振興協会会長。血液内科学）
- 1996年4月 - 2000年3月 鴨下重彦（元東京大学医学部長・国立国際医療センター病院長（第2代、1994年-1996年）、東京大学名誉教授、小児科学）
- 2000年4月 - 2004年3月 矢崎義雄（国際医療福祉大学総長、元東京大学医学部長・国立国際医療センター病院長（第4代、1999年-2000年）、前独立行政法人国立病院機構理事長、東京大学名誉教授、循環器内科学）
- 2004年4月 - 2008年3月 笹月健彦（元九州大学生体防御医学研究所長、国立国際医療センター研究所長（第3代、2001年10月-2004年3月、2005年（事務取扱））、免疫学・遺伝子学、九州大学名誉教授）
- 2008年4月 - 2012年3月 桐野高明（元東京大学副学長、前研究所長（第5代、2005年-2008年）、脳神経外科学。2010年4月より理事長）
- 2012年4月 - 2017年3月 春日雅人（元神戸大学医学部附属病院長、前研究所長（第6代、2008年-2012年）、内科学・糖尿病代謝学。2018年4月より公益財団法人朝日生命成人病研究所所長）
- 2017年4月 – 2025年3月 國土典宏[注釈 1] （元東京大学大学院医学系研究科教授、東京大学名誉教授、消化器外科学）

## 主な関係者
- 諏訪敬三郎 初代国府台病院医院長　元731部隊軍医中佐
- 栗山重信 国立東京第一病院名誉院長、東京大学名誉教授。
- 織田敏次 元国立病院医療センター病院長（第7代、1982年-1990年）、名誉院長、内科学
- 春見建一 元国立療養所中野病院長（第8代、1989年-1993年）、名誉所長、循環器内科学
- 我妻堯 初代国際医療協力局長（1993年-1995年）、産婦人科学
- 竹田美文 元研究所長（初代、1994年-1999年）、後に国立感染症研究所長、実践女子大学教授、岡山大学教授
- 吉倉廣 元研究所長（第2代、1999年-2001年）、後に国立感染症研究所長
- 小堀鴎一郎 元病院長（第5代、2000年-2003年）・名誉院長、外科学
- 近藤達也 元病院長（第6代、2003年-2008年）・名誉院長、脳神経外科学、現独立行政法人医薬品医療機器総合機構理事長
- 木村哲 元エイズ治療・研究開発センター長、現東京逓信病院院長・エイズ予防財団理事長、東京大学名誉教授
- 松枝啓 元国府台病院長（2008年1月-2010年3月）、元国立国際医療センター第一消化器科医長・教育部長、国立精神・神経センター国府台病院外来部長・副院長、国立病院機構さいがた病院院長、消化器内科学・医学教育
- 喜多悦子 元国際医療協力局派遣協力課長（1992-1997）、日本赤十字九州国際看護大学学長
- 青山温子 元国際医療協力局派遣協力課医師、名古屋大学大学院医学系研究科教授
- 工藤宏一郎 病院国際疾病センター長、呼吸器内科学
- 宇都宮啓 - 元企画戦略局長、元国際医療教育局長、元国際医療協力局長、第15代厚生労働省健康局長

## 東京の主要国立病院系譜
| 戦前          | 戦前          | 戦前          | 戦前          | 戦前          | 戦前          |  |  | 東京第一衛戍病院 (陸軍)  | 東京第一衛戍病院 (陸軍)  | 東京第一衛戍病院 (陸軍)  | 東京第一衛戍病院 (陸軍)  | 東京第一衛戍病院 (陸軍)  | 東京第一衛戍病院 (陸軍)  |  |  |                  |                  |                  |                  | 東京第二衛戍病院 （陸軍） | 東京第二衛戍病院 （陸軍） | 東京第二衛戍病院 （陸軍） | 東京第二衛戍病院 （陸軍） | 東京第二衛戍病院 （陸軍）    | 東京第二衛戍病院 （陸軍）    |                              |                              |                              |                              |  |  | 海軍軍医学校付属病院 | 海軍軍医学校付属病院 | 海軍軍医学校付属病院 | 海軍軍医学校付属病院 | 海軍軍医学校付属病院 | 海軍軍医学校付属病院 |  |  | 海軍軍医学校第二付属病院     | 海軍軍医学校第二付属病院     | 海軍軍医学校第二付属病院     | 海軍軍医学校第二付属病院     | 海軍軍医学校第二付属病院     | 海軍軍医学校第二付属病院     |  |  |  |  |  |  |  |  |  |  |  |  |  |  |  |  |  |  |  |  |  |  |  |  |  |  |  |  |  |  |  |  |  |  |  |  |  |  |
| 戦前          | 戦前          | 戦前          | 戦前          | 戦前          | 戦前          |  |  | 東京第一衛戍病院 (陸軍)  | 東京第一衛戍病院 (陸軍)  | 東京第一衛戍病院 (陸軍)  | 東京第一衛戍病院 (陸軍)  | 東京第一衛戍病院 (陸軍)  | 東京第一衛戍病院 (陸軍)  |  |  |                  |                  |                  |                  | 東京第二衛戍病院 （陸軍） | 東京第二衛戍病院 （陸軍） | 東京第二衛戍病院 （陸軍） | 東京第二衛戍病院 （陸軍） | 東京第二衛戍病院 （陸軍）    | 東京第二衛戍病院 （陸軍）    |                              |                              |                              |                              |  |  | 海軍軍医学校付属病院 | 海軍軍医学校付属病院 | 海軍軍医学校付属病院 | 海軍軍医学校付属病院 | 海軍軍医学校付属病院 | 海軍軍医学校付属病院 |  |  | 海軍軍医学校第二付属病院     | 海軍軍医学校第二付属病院     | 海軍軍医学校第二付属病院     | 海軍軍医学校第二付属病院     | 海軍軍医学校第二付属病院     | 海軍軍医学校第二付属病院     |  |  |  |  |  |  |  |  |  |  |  |  |  |  |  |  |  |  |  |  |  |  |  |  |  |  |  |  |  |  |  |  |  |  |  |  |  |  |
|               |               |               |               |               |               |  |  |                          |                          |                          |                          |                          |                          |  |  |                  |                  |                  |                  |                           |                           |                           |                           |                              |                              |                              |                              |                              |                              |  |  |                      |                      |                      |                      |                      |                      |  |  |                              |                              |                              |                              |                              |                              |  |  |  |  |  |  |  |  |  |  |  |  |  |  |  |  |  |  |  |  |  |  |  |  |  |  |  |  |  |  |  |  |  |  |  |  |  |  |
|               |               |               |               |               |               |  |  | 東京第一陸軍病院         | 東京第一陸軍病院         | 東京第一陸軍病院         | 東京第一陸軍病院         | 東京第一陸軍病院         | 東京第一陸軍病院         |  |  | 東京第二陸軍病院 | 東京第二陸軍病院 | 東京第二陸軍病院 | 東京第二陸軍病院 | 東京第二陸軍病院          | 東京第二陸軍病院          |                           |                           | 東京第二陸軍病院大蔵臨時分院 | 東京第二陸軍病院大蔵臨時分院 | 東京第二陸軍病院大蔵臨時分院 | 東京第二陸軍病院大蔵臨時分院 | 東京第二陸軍病院大蔵臨時分院 | 東京第二陸軍病院大蔵臨時分院 |  |  |                      |                      |                      |                      |                      |                      |  |  |                              |                              |                              |                              |                              |                              |  |  |  |  |  |  |  |  |  |  |  |  |  |  |  |  |  |  |  |  |  |  |  |  |  |  |  |  |  |  |  |  |  |  |  |  |  |  |
|               |               |               |               |               |               |  |  | 東京第一陸軍病院         | 東京第一陸軍病院         | 東京第一陸軍病院         | 東京第一陸軍病院         | 東京第一陸軍病院         | 東京第一陸軍病院         |  |  | 東京第二陸軍病院 | 東京第二陸軍病院 | 東京第二陸軍病院 | 東京第二陸軍病院 | 東京第二陸軍病院          | 東京第二陸軍病院          |                           |                           | 東京第二陸軍病院大蔵臨時分院 | 東京第二陸軍病院大蔵臨時分院 | 東京第二陸軍病院大蔵臨時分院 | 東京第二陸軍病院大蔵臨時分院 | 東京第二陸軍病院大蔵臨時分院 | 東京第二陸軍病院大蔵臨時分院 |  |  |                      |                      |                      |                      |                      |                      |  |  |                              |                              |                              |                              |                              |                              |  |  |  |  |  |  |  |  |  |  |  |  |  |  |  |  |  |  |  |  |  |  |  |  |  |  |  |  |  |  |  |  |  |  |  |  |  |  |
|               |               |               |               |               |               |  |  | 臨時東京第一陸軍病院     | 臨時東京第一陸軍病院     | 臨時東京第一陸軍病院     | 臨時東京第一陸軍病院     | 臨時東京第一陸軍病院     | 臨時東京第一陸軍病院     |  |  |                  |                  |                  |                  |                           |                           |                           |                           | 東京第四陸軍病院             | 東京第四陸軍病院             | 東京第四陸軍病院             | 東京第四陸軍病院             | 東京第四陸軍病院             | 東京第四陸軍病院             |  |  |                      |                      |                      |                      |                      |                      |  |  |                              |                              |                              |                              |                              |                              |  |  |  |  |  |  |  |  |  |  |  |  |  |  |  |  |  |  |  |  |  |  |  |  |  |  |  |  |  |  |  |  |  |  |  |  |  |  |
|               |               |               |               |               |               |  |  | 臨時東京第一陸軍病院     | 臨時東京第一陸軍病院     | 臨時東京第一陸軍病院     | 臨時東京第一陸軍病院     | 臨時東京第一陸軍病院     | 臨時東京第一陸軍病院     |  |  |                  |                  |                  |                  |                           |                           |                           |                           | 東京第四陸軍病院             | 東京第四陸軍病院             | 東京第四陸軍病院             | 東京第四陸軍病院             | 東京第四陸軍病院             | 東京第四陸軍病院             |  |  |                      |                      |                      |                      |                      |                      |  |  |                              |                              |                              |                              |                              |                              |  |  |  |  |  |  |  |  |  |  |  |  |  |  |  |  |  |  |  |  |  |  |  |  |  |  |  |  |  |  |  |  |  |  |  |  |  |  |
| 戦後          | 戦後          | 戦後          | 戦後          | 戦後          | 戦後          |  |  | 国立東京第一病院         | 国立東京第一病院         | 国立東京第一病院         | 国立東京第一病院         | 国立東京第一病院         | 国立東京第一病院         |  |  | 国立世田谷病院   | 国立世田谷病院   | 国立世田谷病院   | 国立世田谷病院   | 国立世田谷病院            | 国立世田谷病院            |                           |                           | 国立大蔵病院                 | 国立大蔵病院                 | 国立大蔵病院                 | 国立大蔵病院                 | 国立大蔵病院                 | 国立大蔵病院                 |  |  | (米軍接収)           | (米軍接収)           | (米軍接収)           | (米軍接収)           | (米軍接収)           | (米軍接収)           |  |  | 国立東京第二病院             | 国立東京第二病院             | 国立東京第二病院             | 国立東京第二病院             | 国立東京第二病院             | 国立東京第二病院             |  |  |  |  |  |  |  |  |  |  |  |  |  |  |  |  |  |  |  |  |  |  |  |  |  |  |  |  |  |  |  |  |  |  |  |  |  |  |
| 戦後          | 戦後          | 戦後          | 戦後          | 戦後          | 戦後          |  |  | 国立東京第一病院         | 国立東京第一病院         | 国立東京第一病院         | 国立東京第一病院         | 国立東京第一病院         | 国立東京第一病院         |  |  | 国立世田谷病院   | 国立世田谷病院   | 国立世田谷病院   | 国立世田谷病院   | 国立世田谷病院            | 国立世田谷病院            |                           |                           | 国立大蔵病院                 | 国立大蔵病院                 | 国立大蔵病院                 | 国立大蔵病院                 | 国立大蔵病院                 | 国立大蔵病院                 |  |  | (米軍接収)           | (米軍接収)           | (米軍接収)           | (米軍接収)           | (米軍接収)           | (米軍接収)           |  |  | 国立東京第二病院             | 国立東京第二病院             | 国立東京第二病院             | 国立東京第二病院             | 国立東京第二病院             | 国立東京第二病院             |  |  |  |  |  |  |  |  |  |  |  |  |  |  |  |  |  |  |  |  |  |  |  |  |  |  |  |  |  |  |  |  |  |  |  |  |  |  |
|               |               |               |               |               |               |  |  | 国立病院医療センター     | 国立病院医療センター     | 国立病院医療センター     | 国立病院医療センター     | 国立病院医療センター     | 国立病院医療センター     |  |  | 国立小児病院     | 国立小児病院     | 国立小児病院     | 国立小児病院     | 国立小児病院              | 国立小児病院              |                           |                           |                              |                              |                              |                              |                              |                              |  |  |                      |                      |                      |                      |                      |                      |  |  | 国立病院東京医療センター     | 国立病院東京医療センター     | 国立病院東京医療センター     | 国立病院東京医療センター     | 国立病院東京医療センター     | 国立病院東京医療センター     |  |  |  |  |  |  |  |  |  |  |  |  |  |  |  |  |  |  |  |  |  |  |  |  |  |  |  |  |  |  |  |  |  |  |  |  |  |  |
|               |               |               |               |               |               |  |  | 国立病院医療センター     | 国立病院医療センター     | 国立病院医療センター     | 国立病院医療センター     | 国立病院医療センター     | 国立病院医療センター     |  |  | 国立小児病院     | 国立小児病院     | 国立小児病院     | 国立小児病院     | 国立小児病院              | 国立小児病院              |                           |                           |                              |                              |                              |                              |                              |                              |  |  |                      |                      |                      |                      |                      |                      |  |  | 国立病院東京医療センター     | 国立病院東京医療センター     | 国立病院東京医療センター     | 国立病院東京医療センター     | 国立病院東京医療センター     | 国立病院東京医療センター     |  |  |  |  |  |  |  |  |  |  |  |  |  |  |  |  |  |  |  |  |  |  |  |  |  |  |  |  |  |  |  |  |  |  |  |  |  |  |
|               |               |               |               |               |               |  |  |                          |                          |                          |                          |                          |                          |  |  |                  |                  |                  |                  |                           |                           |                           |                           |                              |                              |                              |                              |                              |                              |  |  |                      |                      |                      |                      |                      |                      |  |  |                              |                              |                              |                              |                              |                              |  |  |  |  |  |  |  |  |  |  |  |  |  |  |  |  |  |  |  |  |  |  |  |  |  |  |  |  |  |  |  |  |  |  |  |  |  |  |
| 2025年3月時点 | 2025年3月時点 | 2025年3月時点 | 2025年3月時点 | 2025年3月時点 | 2025年3月時点 |  |  | 国立国際医療研究センター | 国立国際医療研究センター | 国立国際医療研究センター | 国立国際医療研究センター | 国立国際医療研究センター | 国立国際医療研究センター |  |  |                  |                  |                  |                  | 国立成育医療研究センター  | 国立成育医療研究センター  | 国立成育医療研究センター  | 国立成育医療研究センター  | 国立成育医療研究センター     | 国立成育医療研究センター     |                              |                              |                              |                              |  |  | 国立がん研究センター | 国立がん研究センター | 国立がん研究センター | 国立がん研究センター | 国立がん研究センター | 国立がん研究センター |  |  | 国立病院機構東京医療センター | 国立病院機構東京医療センター | 国立病院機構東京医療センター | 国立病院機構東京医療センター | 国立病院機構東京医療センター | 国立病院機構東京医療センター |  |  |  |  |  |  |  |  |  |  |  |  |  |  |  |  |  |  |  |  |  |  |  |  |  |  |  |  |  |  |  |  |  |  |  |  |  |  |

## 組織

### 研究所
- 熱帯医学・マラリア研究部
- 呼吸器疾患研究部
- 感染症制御研究部
- 疾患制御研究部
- 難治性疾患研究部
- 遺伝子診断治療開発研究部
- 細胞組織再生医学研究部
- 共通実験室
- 実験動物研究室
- 糖尿病研究センター
  - 糖尿病研究部
  - 代謝疾患研究部
  - 臓器障害研究部
  - 分子代謝制御研究部
  - 糖尿病情報センター
- 肝炎・免疫研究センター
  - 肝疾患研究部
  - 消化器疾患研究部
  - 免疫制御研究部
  - 免疫病理研究部
  - 肝炎情報センター

### 国際臨床研究センター
- 疫学予防研究部
- 医療情報解析研究部
- 臨床研究支援部

### センター病院
- 内科部門診療部
- 外科部門診療部
- 集中治療部
- 糖尿病・代謝症候群診療部
- 手術部
- 放射線診療部
- 光学診療部
- 中央検査部
- 高度先進医療部
- 外来診療運営部
- 医療教育部
- 医療情報管理部
- 健診統括診療部
- 医療安全推進部
- 臨床栄養管理部
- 薬剤部
- 看護部

#### 救命救急センター
- 救急部
- 総合診療部

#### エイズ治療・研究開発センター
- 臨床研究開発部

略称はACC（Aids Clinical Center）
薬害エイズ訴訟の和解の際に、恒久的施設として1997年（平成9年）に設置された。日本のHIV感染症・エイズ治療の拠点として、全国のエイズ治療拠点病院のコーディネートなど、HIVに関するさまざまな情報提供を行なっている。

#### 国際感染症センター
略称は DCC（Disease Control and Prevention Center）。国際感染症センターは、診療・人材育成・情報発信を通じて、感染症の脅威や影響に負けない社会・国づくりに貢献している。
また、2013年4月より。日本医療研究開発機構の「新興・再興感染症に対する革新的医薬品等開発推進研究事業」において抗寄生虫薬の「オーファンドラッグ中央保管機関」として、国内未承認薬の輸入・備蓄・治験を行っている。

### 国府台病院
- 内科部門診療部
- 外科部門診療部
- 精神科部門診療部
- 肝炎診療部
- 免疫診療部
- 消化器光学診療部
- 手術部
- 救急診療部
- 放射線診療部
- 中央検査部
- 外来診療部
- 医療教育部
- 臨床栄養管理部
- 薬剤部
- 看護部

### 国際医療協力局
派遣協力第一課・第二課から常時20名ほどの職員（医師、看護師、助産師など）がアフリカや南アメリカ、東南アジアなどの発展途上国に1-3年程度派遣され、医療指導、保健指導などを行なっている。国際協力機構のプロジェクトに協力している。

### 国立看護大学校
国立高度専門医療研究センターの職員の養成及び研修を目的として、看護に関する学理及び技術の教授及び研究並びに研修を行っている。看護学部および研究課程部における高度な臨床看護実践能力、臨床看護研究能力を備えた看護師・助産師の育成、先端医療の現場や国際医療協力の場で活躍できる看護師・助産師の養成、研修部における国立高度専門医療研究センターにおける臨床看護研究の支援や将来の幹部看護職員の育成等。

## センター病院

### 診療科

#### 内科系診療科
- 総合診療科
- 消化器内科
- 呼吸器内科
- 循環器内科
- 血液内科
- 膠原病科
- 糖尿病内分泌代謝科
- 腎臓内科
- 神経内科
- 心療内科
- 精神科
- 臨床ゲノム科
- 緩和ケア科
- リハビリテーション科
- 小児科
- 放射線診断科
- 放射線治療科
- 放射線核医学科
- 総合感染症科（日本での感染症疑い事例のほか、世界から日本へ帰国した際に感染した症例を診察する）
  - トラベルクリニック（渡航医学で、主に海外旅行・海外赴任・留学前の各種ワクチンの予防接種や健康診断を診療する。診療報酬対象外の自由診療で、予約診療制だが、受診に際し紹介状や選定療養費は不要）

#### 外科系診療科
- 外科
- 心臓血管外科
- 呼吸器外科
- 整形外科
- 脳神経外科
- 皮膚科
- 泌尿器科
- 産婦人科
- 眼科
- 耳鼻咽喉科
- 麻酔科
- 歯科・口腔外科
- 形成外科
- 臨床工学科

### 医療機関の指定等
- 保険医療機関
- 救急告示医療機関
- 労災保険指定医療機関
- 障害者自立支援法指定医療機関（更生医療・育成医療・精神通院医療）
- 身体障害者福祉法指定医の配置されている医療機関
- 精神保健指定医の配置されている医療機関
- 生活保護法指定医療機関
- 結核指定医療機関
- 戦傷病者特別援護法指定医療機関
- 原子爆弾被害者医療指定医療機関
- 原子爆弾被害者一般疾病医療取扱医療機関
- 特定感染症指定医療機関
- 公害医療機関
- 救命救急センター
- 臨床研修指定病院
- エイズ治療拠点病院
- 特定疾患治療研究事業委託医療機関
- 小児慢性特定疾患治療研究事業委託医療機関
- 特定機能病院

### 先進医療
- 腫瘍性骨病変及び骨粗鬆症に伴う骨脆弱性病変に対する経皮的骨形成術（転移性脊椎骨腫瘍、骨粗鬆症による脊椎骨折又は難治性疼痛を伴う椎体圧迫骨折若しくは臼蓋骨折に係るものに限る。）

## 国府台病院

### 診療科
- 総合内科
- 呼吸器内科
- 消化器・肝臓内科
- 心療内科
- 循環器内科
- 糖尿病・内分泌代謝内科
- リウマチ・膠原病科
- 神経内科
- 精神科
- 児童精神科
- 外科
- 整形外科
- 脳神経外科
- 心臓血管外科
- 皮膚科
- 泌尿器科
- 歯科
- 眼科
- 耳鼻咽喉科
- 産婦人科
- 麻酔・ペインクリニック科
- リハビリテーション科
- 放射線科
- 救急科

### 医療機関の指定等
- 保険医療機関
- 救急告示医療機関
- 労災保険指定医療機関
- 精神通院医療による自立支援治療医療機関
- 身体障害者福祉法指定医の配置されている医療機関
- 精神保健及び精神障害者福祉に関する法律に基づく指定病院・応急入院指定病院
- 精神保健指定医の配置されている医療機関
- 生活保護法指定医療機関
- 戦傷病者特別援護法指定医療機関
- 原子爆弾被爆者一般疾病医療取扱医療機関
- 公害医療機関
- 臨床研修指定病院
- 特定疾患治療研究事業委託医療機関

## 費用負担
- センター病院は特定機能病院で、初診時に紹介状がない場合、保険外併用療養費が診察・検査費とは別に、消費税込み8,800円支払う必要がある。
- センター病院は、訪日外国人旅行客や在外日本人も受診可能であるが、健康保険や国民健康保険証を持っていない場合は、自由診療となり、2019年（平成31年）1月4日より、診療報酬1点につき3倍の30円を請求され、費用を支払う必要がある。
- 国府台病院は、初診時に紹介状がない場合、保険外併用療養費が消費税込み5,500円を別途支払う支払う必要がある。
- センター病院にはゆうちょ銀行ATMとセブン-イレブンがある。国府台病院にはファミリーマートがあり、そこにATMが設置されている。

## エピソード
- 1954年（昭和29年）7月12日に、東京第一病院で始められた人間ドックは、日本で最初の人間ドックとして知られる。聖路加国際病院が9月にこれに続いた。
- 2007年（平成19年）、研究所医療生態学研究部（現・国際臨床研究センター医療情報解析研究部）において、牛糞からバニリンの抽出に成功した山本麻由に、イグノーベル化学賞が贈られた。
- センター病院には、陸軍軍医学校長であった森鷗外が愛用した机と顕微鏡、及び第五福竜丸の乗組員から寄贈された、第五福竜丸の模型が、吹き抜けに展示されている。

## 不祥事
- 2003年の冬、元運営部長が業者への物品納入に便宜を図った見返りに現金50万円を受け取ったことが判明している。元運営部長は2004年7月22日に収賄の疑いで逮捕され[17]、12月24日に東京地方裁判所で懲役1年6月執行猶予3年の有罪判決を受けた。なお元運営部長は国立病院東京医療センターに在籍当時、別の収賄事件を起こした当時の会計課長の上司であった[17]。
- 2014年4月、国立国際医療研究センター病院において、コンピュータ断層撮影時に造影剤の誤投与があり、検査入院していた都内の女性患者が死亡した。整形外科の研修医が、本来使用してはいけない薬剤を脊髄に投与、患者はショック性多臓器不全を起こした。この研修医は2014年12月に業務上過失致死傷罪で送検され、2015年3月に在宅起訴された。東京地方裁判所は2015年7月、禁錮1年、執行猶予3年（求刑・禁錮1年）の判決を言い渡した。
- 2022年6月3日、物品納入をめぐって便宜を図り賄賂を受け取ったなどとして、収賄容疑でセンターの総務課係長が逮捕された。2019年3月～21年11月、センターが発注するパソコンの納入などに関する入札や随意契約で便宜を図った見返りに、現金約270万円やソファなど4点（計約50万円相当）を受け取ったほか、旅行や飲食の接待（計約60万円相当）を受けた疑いがある[18][19]。贈賄容疑で再逮捕されたのは、2022年5月、国立病院機構下志津病院企画課長への贈賄容疑で逮捕（その後起訴）された小松電器（千葉県船橋市）の社長である[20][21]。同年11月1日、東京地方裁判所は、元係長に懲役2年、執行猶予3年、追徴金約300万円の判決を言い渡した[22]。

## 人骨騒動
2006年（平成18年）、旧陸軍軍医学校に勤務していた元看護師が、これまでに判明している以外にも人骨を埋めたことを証言した。埋めた場所のうちの1カ所が、現在のセンターの宿舎敷地だったという。
このことを含め、衆議院議員郡和子が質問主意書を提出している。同じ若松町内に731部隊（関東軍防疫給水部）の創設者である石井四郎が居住しており、また同部隊の責任者であった内藤良一が、センター敷地内に所在した陸軍軍医学校において、日本の降伏時に大日本帝国陸軍医教官として勤務していた。

## 交通アクセス
- 病院・研究所・国際医療協力部へは以下の方法がある。高台にあるため、特に早稲田駅・東新宿駅から歩く場合は坂道を登り続けることになる。
  - 都営地下鉄大江戸線若松河田駅より徒歩5分
  - 東京メトロ東西線早稲田駅より徒歩12分
  - 東京メトロ副都心線東新宿駅より徒歩12分
  - 都営バス橋63系統・飯62系統・宿74系統「国立国際医療センター前」下車
- 国府台病院は以下の方法がある。
  - JR総武線市川駅から京成バス松11系統松戸駅・松戸営業所行「国府台病院」下車
  - JR常磐線松戸駅から京成バス松11系統市川駅行「国府台病院」下車
  - 京成電鉄国府台駅から徒歩14分、または京成バス松11系統松戸駅・松戸営業所行「国府台病院」下車